# El laberinto mágico (Farmer)
El laberinto mágico es una novela de ciencia ficción de Philip José Farmer, que conforma el cuarto volumen de la Saga del Mundo del Río.
Según confesión del propio Farmer, la saga inicialmente debía ocupar tres volúmenes, pero la inusual extensión del tercero (El oscuro designio) hizo que se decidiera a fragmentarlo en dos, surgiendo así el cuarto volumen que debería cerrar la historia (con posterioridad añadiría una continuación: Dioses del Mundo del Río). Por eso, este volumen no tiene comienzo definido, y no funciona bien salvo a la luz de los anteriores tres; la mayor parte del volumen se dedica a cerrar las múltiples tramas secundarias abiertas en los tomos anteriores.
Después de la destrucción del dirigible de Firebrass, se supone que el misterioso Ético renegado ha abordado uno de los dos barcos fluviales que se dirigen hacia los orígenes del gigantesco Río. Ambos navíos llegan hasta Virolando, el primero de los estados del Mundo del Río, lugar en donde tiene lugar una salvaje batalla entre Juan Sin Tierra y Mark Twain. Finalmente, Juan Sin Tierra termina hundiéndose, encerrado en su propio barco, mientras que Mark Twain fallece de un ataque al corazón, luego de haberse salvado de graves peligros, al reencontrarse por accidente con Erik Hachasangrienta, a quien años antes ha dado muerte en Parolando.
Richard Francis Burton toma a un grupo de expedicionarios, supervivientes todos de la dantesca batalla, entre los cuales teóricamente está el Ético renegado. Emprende así un arriesgado viaje más allá de las barreras geográficas creadas para impedir el acceso de los humanos a la Torre de las Nieblas. Tras superar los obstáculos, uno detrás de otro, consigue alcanzar la misteriosa fortaleza de los Éticos, sólo para encontrarla desierta. Burton descubre la identidad del Ético renegado, pero al mismo tiempo se enfrenta a un dantesco problema: la supercomputadora que controla las resurrecciones desde la Torre de las Nieblas está a punto de morir, lo que originaría una catástrofe de proporciones para los habitantes del Mundo del Río, ya que la computadora controla los wathans, las almas sintéticas de que han sido provistos los humanos en épocas prehistóricas, y por ende la destrucción de la computadora implica la muerte de toda la Humanidad. Al propio tiempo, todos los Éticos han sido exterminados por el renegado. Finalmente Alice (la Alice que en la Tierra ha servido de inspiración para Lewis Carroll, para escribir Alicia en el país de las maravillas) descubre la manera de reparar a la computadora y salvar los wathans de toda la Humanidad, por lo que Burton y sus mercenarios quedan como dueños absolutos de la Torre, y con ellos de los 36.000 millones de seres humanos resucitados por los Éticos a orillas del Mundo del Río.
- Datos: Q3063803